# Fiat 241
Le Fiat 241 est un véhicule utilitaire de grandes dimensions fabriqué par le constructeur italien Fiat entre 1965 et 1974.
Ce véhicule était destiné à seconder le Fiat 238 (dont il reprend la cabine mais en mode propulsion) dans une tranche au-dessus de l'ancien Fiat 1100T et était plutôt destiné à devenir un fourgon bâché et non pas fermé comme le Fiat 238.
Livré essentiellement en version châssis cabine, il a été très utilisé par les carrossiers indépendants pour des véhicules spéciaux comme les marchands ambulants.
Il a été remplacé en 1974 par le Fiat 242 et le Fiat Daily.